# 1988年カルガリーオリンピックの東ドイツ選手団
1988年カルガリーオリンピックの東ドイツ選手団（1988ねんカルガリーオリンピックのひがしドイツせんしゅだん）は、1988年2月13日から2月28日までカナダのカルガリーで開催された1988年カルガリーオリンピックの東ドイツ選手団、およびその競技結果。

## 概要
1989年11月、ベルリンの壁崩壊によってドイツ再統一され、東ドイツとしての冬季オリンピック参加は今大会が最後となった。
今大会では金メダル9個、銀メダル10個、銅メダル6個の計25個のメダルを獲得した。これは東ドイツが参加した冬季オリンピックで最も多い獲得メダル数となった。

## メダル
| メダル | 選手名                                                                              | 競技               | 種目               |
| ------ | ----------------------------------------------------------------------------------- | ------------------ | ------------------ |
| 金     | フランク＝ペーター・ローチ                                                          | バイアスロン       | 男子10kmスプリント |
| 金     | フランク＝ペーター・ローチ                                                          | バイアスロン       | 男子20km           |
| 金     | カタリナ・ヴィット                                                                  | フィギュアスケート | 女子シングル       |
| 金     | ウーベ＝イェンス・マイ                                                              | スピードスケート   | 男子500m           |
| 金     | アンドレ・ホフマン                                                                  | スピードスケート   | 男子1500m          |
| 金     | クリスタ・ローテンブルガー                                                          | スピードスケート   | 女子1000m          |
| 金     | イェンス・ミューラー                                                                | リュージュ         | 男子1人乗り        |
| 金     | ヨルク・ホフマン ヨッヘン・ピエッチ                                                 | リュージュ         | 男子2人乗り        |
| 金     | シュテフィ・ワルター＝マルティン                                                    | リュージュ         | 女子1人乗り        |
| 銀     | ウルフガング・ホッペ ボグダン・ムジョル                                             | ボブスレー         | 男子2人乗り        |
| 銀     | ウルフガング・ホッペ ディートマ・シャウエウハマー ボグダン・ムジョル インゴ・ボージ | ボブスレー         | 男子4人乗り        |
| 銀     | シュテファン・クラウゼ ヤン・ベーレント                                             | リュージュ         | 男子2人乗り        |
| 銀     | ウーテ・オーベルホフナー＝ワイス                                                    | リュージュ         | 女子1人乗り        |
| 銀     | ウーベ＝イェンス・マイ                                                              | スピードスケート   | 男子1000m          |
| 銀     | クリスタ・ローテンブルガー                                                          | スピードスケート   | 女子500m           |
| 銀     | カリン・カニア                                                                      | スピードスケート   | 女子1000m          |
| 銀     | カリン・カニア                                                                      | スピードスケート   | 女子1500m          |
| 銀     | アンドレア・エーリック                                                              | スピードスケート   | 女子3000m          |
| 銀     | アンドレア・エーリック                                                              | スピードスケート   | 女子5000m          |
| 銅     | ベルンハルト・レーマン マリオ・ホイヤー                                             | ボブスレー         | 男子二人乗り       |
| 銅     | ケルスティン・シュミット                                                            | リュージュ         | 女子1人乗り        |
| 銅     | カリン・カニア                                                                      | スピードスケート   | 女子500m           |
| 銅     | アンドレア・エーリック                                                              | スピードスケート   | 女子1500m          |
| 銅     | ガビ・ツァンゲ                                                                      | スピードスケート   | 女子3000m          |
| 銅     | ガビ・ツァンゲ                                                                      | スピードスケート   | 女子5000m          |